# Плавання на Чемпіонаті світу з водних видів спорту 2017 — 400 метрів комплексом (жінки)
Змагання з плавання на дистанції 400 метрів комплексом серед жінок на Чемпіонаті світу з водних видів спорту 2017 відбулись 30 липня.

## Рекорди
Станом на 30 липня 2017 світовий рекорд і рекорд чемпіонатів світу були такими:
| Світовий рекорд          | Катінка Хоссу (HUN) | 4:26.36 | Ріо-де-Жанейро, Бразилія | 6 серпня 2016 |
| Рекорд чемпіонатів світу | Катінка Хоссу (HUN) | 4:30.31 | Рим, Італія              | 26 липня 2009 |

## Результати

### Попередні запливи
Початок запливів о 09:30.
| Місце | Заплив | Доріжка | Ім'я                  | Країна            | Час     | Примітки |
| ----- | ------ | ------- | --------------------- | ----------------- | ------- | -------- |
| 1     | 3      | 4       | Катінка Хоссу         | Угорщина          | 4:33.90 | Q        |
| 2     | 3      | 5       | Мірея Бельмонте       | Іспанія           | 4:35.29 | Q        |
| 3     | 3      | 3       | Елізабет Бейсел       | США               | 4:36.18 | Q        |
| 4     | 2      | 6       | Сідні Пікрем          | Канада            | 4:36.25 | Q        |
| 5     | 3      | 6       | Сакіко Сімідзу        | Японія            | 4:36.43 | Q        |
| 6     | 2      | 3       | Леа Сміт              | США               | 4:36.94 | Q        |
| 7     | 2      | 4       | Юї Охасі              | Японія            | 4:36.97 | Q        |
| 8     | 2      | 5       | Ганна Майлі           | Велика Британія   | 4:37.14 | Q        |
| 9     | 3      | 2       | Кім Со Йон            | Південна Корея    | 4:39.80 |          |
| 10    | 3      | 7       | Нгуєн Тхі Ань Вьєн    | В'єтнам           | 4:40.39 |          |
| 11    | 2      | 8       | Жоанна Мараньян       | Бразилія          | 4:41.29 |          |
| 12    | 2      | 1       | Жужанна Якабош        | Угорщина          | 4:41.40 |          |
| 13    | 3      | 1       | Чжоу Мінь             | Китай             | 4:42.26 |          |
| 14    | 3      | 0       | Вікторія Зейнеп Гюнеш | Туреччина         | 4:42.27 |          |
| 15    | 2      | 9       | Є Шивень              | Китай             | 4:43.40 |          |
| 16    | 1      | 3       | Кейлі Маккіон         | Австралія         | 4:43.61 |          |
| 17    | 2      | 0       | Вікторія Камінська    | Португалія        | 4:44.96 |          |
| 18    | 3      | 8       | Барбора Завадова      | Чехія             | 4:46.75 |          |
| 19    | 2      | 2       | Мері-Софі Гарві       | Канада            | 4:46.88 |          |
| 20    | 2      | 7       | Еббі Вуд              | Велика Британія   | 4:47.30 |          |
| 21    | 1      | 6       | Моніка Гонсалес       | Мексика           | 4:48.00 |          |
| 22    | 3      | 9       | Аня Цревар            | Сербія            | 4:48.53 |          |
| 23    | 1      | 5       | Гелена Гассон         | Нова Зеландія     | 4:49.35 |          |
| 24    | 1      | 4       | Вірхінія Бардач       | Аргентина         | 4:53.22 |          |
| 25    | 1      | 2       | Ілектра Лебл          | Греція            | 4:56.95 |          |
| 26    | 1      | 7       | Azzahra Permatahani   | Індонезія         | 4:57.00 |          |
| 27    | 1      | 1       | Сара Ністед           | Фарерські Острови | 5:21.21 |          |
|       | 1      | 8       | Sayani Ghosh          | Індія             | DNS     | DNS      |

### Фінал
| Місце | Доріжка | Ім'я            | Країна          | Час     | Примітки |
| ----- | ------- | --------------- | --------------- | ------- | -------- |
| 1     | 4       | Катінка Хоссу   | Угорщина        | 4:29.33 | CR       |
| 2     | 5       | Мірея Бельмонте | Іспанія         | 4:32.17 |          |
| 3     | 6       | Сідні Пікрем    | Канада          | 4:32.88 |          |
| 4     | 1       | Юї Охасі        | Японія          | 4:34.50 |          |
| 5     | 2       | Сакіко Сімідзу  | Японія          | 4:35.62 |          |
| 6     | 7       | Леа Сміт        | США             | 4:36.09 |          |
| 7     | 3       | Елізабет Бейсел | США             | 4:37.63 |          |
| 8     | 8       | Ганна Майлі     | Велика Британія | 4:38.34 |          |